# Symbolic
Symbolic je šesti studijski album američkog death metal-sastava Death. Album je 21. ožujka 1995. godine objavila diskografska kuća Roadrunner Records. Album je remasteriran i ponovno objavljen 1. travnja 2008. godine te je uključivao pet dodatnih pjesama. Ovo je jedini album grupe na kojem su svirali gitarist Bobby Koelble i basist Kelly Conlon te drugi i posljednji na kojem je svirao bubnjar Gene Hoglan.

## Popis pjesama
Tekstovi i glazba: Chuck Schuldiner. 
| 1.    | »Symbolic«          | 6:33 |
| 2.    | »Zero Tolerance«    | 4:49 |
| 3.    | »Empty Words«       | 6:22 |
| 4.    | »Sacred Serenity«   | 4:27 |
| 5.    | »1,000 Eyes«        | 4:29 |
| 6.    | »Without Judgement« | 5:28 |
| 7.    | »Crystal Mountain«  | 5:07 |
| 8.    | »Misanthrope«       | 5:04 |
| 9.    | »Perennial Quest«   | 8:19 |
| 50:38 |                     |      |

| Dodatne pjesme s remasterirane inačice | Dodatne pjesme s remasterirane inačice              | Dodatne pjesme s remasterirane inačice | Dodatne pjesme s remasterirane inačice | Dodatne pjesme s remasterirane inačice | Dodatne pjesme s remasterirane inačice | Dodatne pjesme s remasterirane inačice | Dodatne pjesme s remasterirane inačice | Dodatne pjesme s remasterirane inačice | Dodatne pjesme s remasterirane inačice |
| Br.                                    | Skladba                                             | Trajanje                               |                                        |                                        |                                        |                                        |                                        |                                        |                                        |
| -------------------------------------- | --------------------------------------------------- | -------------------------------------- | -------------------------------------- | -------------------------------------- | -------------------------------------- | -------------------------------------- | -------------------------------------- | -------------------------------------- | -------------------------------------- |
| 10.                                    | »Symbolic Acts« (Demo pjesme "Symbolic" bez vokala) | 5:55                                   |                                        |                                        |                                        |                                        |                                        |                                        |                                        |
| 11.                                    | »Zero Tolerance« (Instrumentalni demo)              | 4:10                                   |                                        |                                        |                                        |                                        |                                        |                                        |                                        |
| 12.                                    | »Crystal Mountain« (Instrumentalni demo)            | 4:24                                   |                                        |                                        |                                        |                                        |                                        |                                        |                                        |
| 13.                                    | »Misanthrope« (Instrumentalni demo)                 | 5:40                                   |                                        |                                        |                                        |                                        |                                        |                                        |                                        |
| 14.                                    | »Symbolic Acts« (Demo pjesme "Symbolic" s vokalima) | 5:55                                   |                                        |                                        |                                        |                                        |                                        |                                        |                                        |
| 76:47                                  |                                                     |                                        |                                        |                                        |                                        |                                        |                                        |                                        |                                        |

## Recenzije
Stephen Thomas Erlewine, glazbeni kritičar sa stranice AllMusic, ocijenio je album s tri od pet zvjezdica. U svojoj je recenziji komentirao kako "neki rifovi počinju zvučati pomalo umorno te u pogledu glazbenih ideja nema velikog koraka unaprijed, ali sama unutarnja snaga koja proizlazi iz zvuka sastava trebala bi zadovoljiti njegove privržene obožavatelje." U recenziji remasterirane inačice albuma iz 2008. godine Record Collector dodijelio je albumu pet od pet zvjezdica, izjavljujući kako je album bio "gotovo bez ikakvih mana (koliko je god to moguće za standarde metal žanra) te svjedoči o nagonu i talentu Schuldinera koji nam vrlo nedostaje" Metal-Rules.com postavio je Symbolic na sedmo mjesto na svojoj ljestvici Top 50 ekstremnih metal albuma te na pedeset i osmo mjesto na ljestvici Top 100 heavy metal albuma svih vremena.

## Zasluge
| Death - Chuck Schuldiner – vokali, gitara, produkcija - Bobby Koelble – gitara - Kelly Conlon – bas-gitara - Gene Hoglan – bubnjevi | Ostalo osoblje - René Miville – naslovnica, fotografija - George Marino – mastering - Jim Morris – produkcija, inženjer zvuka - Monte Conner – A&R - Patty Mooney – dizajn |